# Daniela Urzi
Daniela Urzi, (28 de octubre de 1975, San Fernando, Buenos Aires) es una modelo argentina. Ha aparecido en campañas de moda para Armani Jeans, Giorgio Armani, Roberto Cavalli, Burberry, John Richmond y  Victoria's Secret y en portadas de las ediciones internacionales de las revistas Vogue, Harper 's Bazaar y ELLE, así como las ediciones de  Marie Claire para Francia, Elle —España y Argentina— y Cosmopolitan —Argentina—. También ha sido imagen de marcas como Victoria's Secret Cortefiel, Silueta, Mango, Giorgio Armani, Candy, Margaret Astor, La Perla, Burberry, Chanel N°5, Revlon y Triumph.